# أبيمديون كبير الأزهار
أبيمديون كبير الأزهار (الاسم العلمي:Epimedium grandiflorum) هو نوع من النباتات يتبع جنس الأبيمديون من الفصيلة البرباريسية.

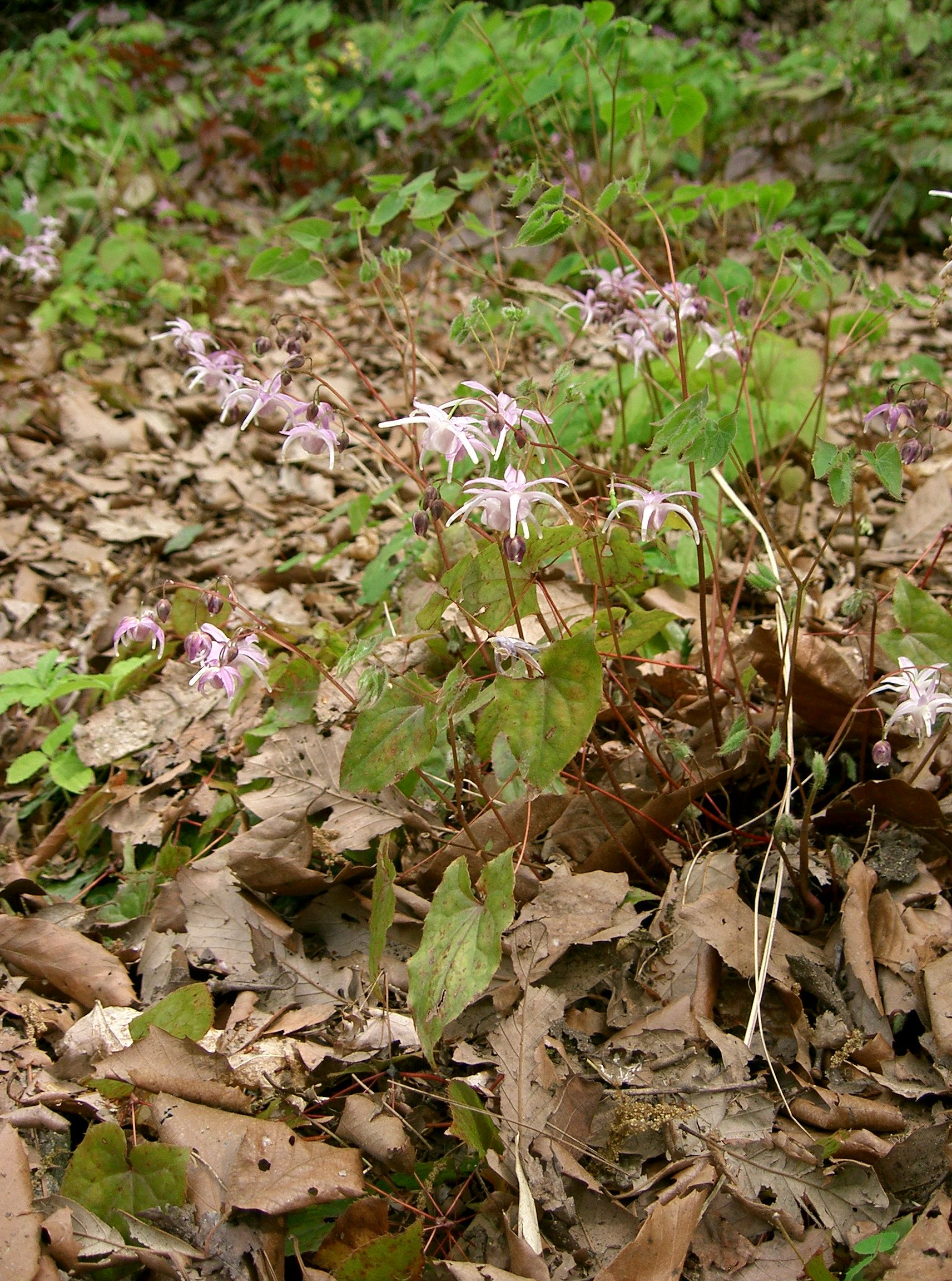
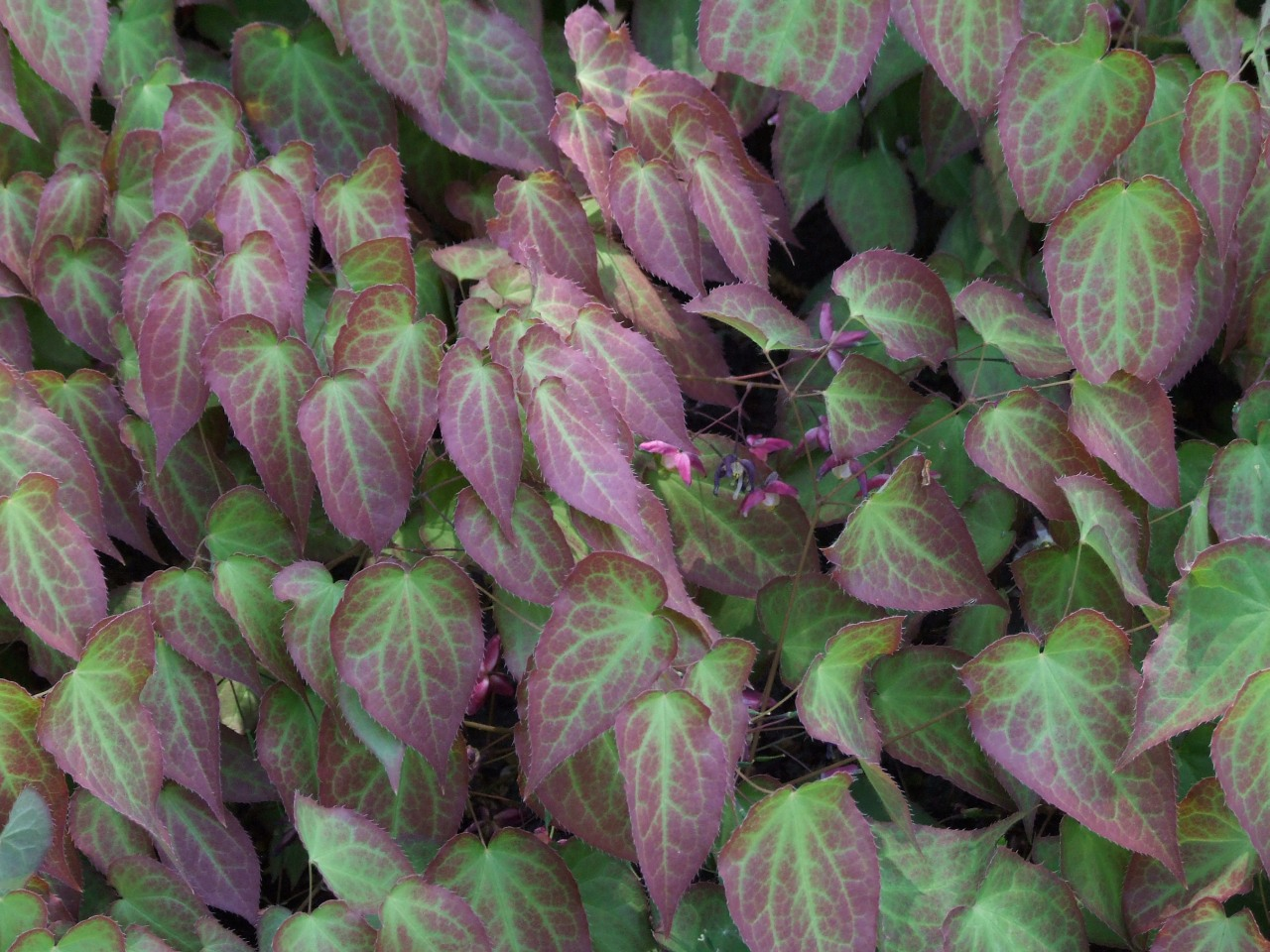